# Carl Joseph Kreutzer
Carl (auch: Karl) Joseph Kreutzer (geb. 8. März 1809 in Wien, gest. 27. Januar 1866 in Graz, durch Suizid) war ein österreichischer Naturwissenschaftler (vor allem Botaniker), Foto-Pionier und Bibliothekar. Er war Begründer und von 1860 bis 1863 Herausgeber der „Zeitschrift für Fotografie und Stereoskopie“ und Mitbegründer der Photographischen Gesellschaft Wien.

## Lebensweg
Kreutzer war Student an der medizinisch-chirurgischen Josephs-Akademie und technischer Student in Wien. Sein Studium schloss er mit der Promotion zum Dr. phil. ab und arbeitete bis 1848 zunächst als Privatgelehrter. Ab 1849 war er in der Bibliothek des Polytechnischen Instituts angestellt. Von 1852 bis 1859 arbeitete er als Amanuensis, also als eine Art Forschungssekretär, 1869/60 als Skriptor. Im Jahr 1860 wurde er als Kustos zweiter Klasse an die Wiener Universitätsbibliothek versetzt. Von 1861 bis 1866 arbeitete Kreutzer dann als Bibliothekar an der Universitätsbibliothek Graz.
Kreutzer verfügte über gute Sprachkenntnisse (außer in seiner Muttersprache Deutsch) in Alt-Griechisch, Latein, Englisch, Französisch und Italienisch.
Naturwissenschaftlich war Kreutzer zunächst auf dem Gebiet der Botanik tätig und veröffentlichte Bücher über Giftpflanzen und Pilze sowie einen Blütenkalender, ein Taschenbuch zur Bestimmung der in den Umgebungen Wiens vorkommenden Pflanzen und eine Anleitung zum Anlegen eines Herbariums. Sein botanisches Autorenkürzel gemäß International Plant Names Index (IPNI) lautete: Kreutzer. Er publizierte aber auch über medizinisch-anatomische Themen, etwa über die Blutgefäße und Muskeln des Menschen.
In den 1850er-Jahren begann Kreutzer, sich mit der damals noch recht neuen Fotografie zu befassen. Dazu angeregt wurde er durch den Physiker und Fotografen Anton Georg Martin (1812–1882), der als Bibliothekar am Polytechnischen Institut Kreutzers Vorgesetzter war und 1846 das erste deutschsprachige Lehrbuch der Fotografie („Repertorium der Photographie“) verfasst hatte. Kreutzers „Jahresberichte über die Fortschritte und Leistungen im Gebiet der Fotografie“ für die Jahre 1855 bis 1857 waren eine erste und sehr gründliche, nach Sachgebieten geordnete und mit Inhaltsauszügen versehene Dokumentation aus mehr als 45 einschlägigen englischen, US-amerikanischen, französischen und deutschen Veröffentlichungen zur Fotografie. Das Werk ist eine wichtige Quelle für die Frühgeschichte der Fotografie. Von 1860 bis 1863 veröffentlichte Kreuzer die „Zeitschrift für Fotografie und Stereoskopie“, deren Herausgeber und Chefredakteur er war. Die Zeitschrift leistete einen wichtigen Beitrag zur Förderung der Fotografie in Österreich. Als am 22. März 1861 die Photographische Gesellschaft Wien gegründet wurde, war Kreutzer unter deren Gründungsmitgliedern. 
Kreutzer starb von eigener Hand am 27. Januar 1866 in Graz, im Alter von nur 57 Jahren.

## Werke
- Österreichische Giftgewächse, 1838.
- Beschreibung und Abbildung sämmtlicher eßbarer Schwämme, deren Verkauf auf den niederösterreichischen Märkten gesetzlich gestattet ist, 1839 (online).
- Blüthen-Kalender und systematisch geordnete Aufzählung der Pflanzen in den Umgebungen Wiens, 1840, 2. Auflage 1859.
- Anthochronologion plantarum Europae mediae — Blüthen-Kalender der Pflanzen des mittleren Europa, 1840.
- Prodromus florae Vindobonensis oder Verzeichnis der in den Umgebungen Wiens wildwachsenden Pflanzen, 1840.
- Übersichtstabellen der Muskeln des menschlichen Körpers, 1844.
- Tabula synoptica arteriarum corporis humani (Synoptisches Diagramm der Arterien des menschlichen Körpers), 1844.
- Taschenbuch der Flora Wiens oder Tabellen zur leichteren Bestimmung und Kenntnis der in den Umgebungen Wiens vorkommenden Gewächse…, 1852, 2. Auflage 1864.
- Das Stereoskop. Beschreibung desselben und seine Erfindung, 1856.
- Leichtfaßliche Anleitung zum Zeichnen der Kristall-Flächen und Netze und zur Anfertigung der Kristallmodelle aus Pappe, 2 Teile, 1858, 2. Aufl. 1862.
- Jahresberichte über die Fortschritte und Leistungen im Gebiet der Fotografie mit genauer Nachweisung der Literatur, 3 Jahrgänge (1855–57), 1858–61.
- Über die Einführung allgemeiner Maße, Gewichte und Münzen, 1863.
- Das Herbar. Anweisung zum Sammeln, Trocknen und Aufbewahren der Gewächse…, 1864, 2. Auflage 1897.
- als Herausgeber: Zeitschrift für Fotografie und Stereoskopie, 1860–63.